# M-flo
M-flo，漢譯為隕-浮流，是一個知名的日本嘻哈團體，由饒舌歌手Verbal（柳榮起，在日韓國人）、唱片騎師DJ Taku（高橋拓，日本橫濱人）與女主唱成田Lisa（成田Lisa ，日本與哥倫比亞混血）组成的。於1997年出道。
2002年女主唱Lisa單飛之後，但M-flo並未解散，而是挑選大量一線藝人合作，如與Crystal Kay合作的《Reeewind!》，與山本領平與Melody合作的《Miss You》，與BoA合作的《Love Bug》，也曾與化學超男子、Dragon Ash、阪本龍一、安室奈美惠、Sowelu、Chara、倖田來未、酷懶之味、猴子把戲、Bonnie Pink、加藤米莉亚、日之內繪美、MINMI、Yoshika（聲線極似宇多田光）、Big Bang、2NE1等，不拘格套，有時也約前主唱Lisa跨刀合作，並在亞洲各地巡演，風行全亞洲，2015年在臺灣開唱。
2017年12月，Lisa復歸M-flo，成為樂壇一大盛事。

## 文字註釋
1. ↑  團名因形象化，通常用小寫的「m」。
2. ↑  因為團名的「m」為meteorite，即隕石，「flo」是「flow」的縮寫。

## 引用資料
1. ↑  .   [2018-05-07]. （原始内容存档于2018-06-28）.
2. 1 2  . 國立交通大學.喀報.   [2018-05-07]. （原始内容存档于2018-10-13）.
3. 1 2  Robert Michael Poole. . The Japan Times. 2009-10-30  [2018-05-06]. （原始内容存档于2010-08-08）.
4. ↑  .   [2018-05-07]. （原始内容存档于2018-05-07）.
5. ↑  .   [2018-05-07]. （原始内容存档于2019-02-17）.
6. ↑  .   [2018-05-07]. （原始内容存档于2018-11-26）.
7. ↑  .   [2018-05-07]. （原始内容存档于2018-06-28）.
8. ↑  .   [2018-05-06]. （原始内容存档于2020-08-04）.